# ميتشيل كامبل كينغ
ميتشيل كامبل كينغ (بالإنجليزية: Mitchell Campbell King)‏ هو طبيب أمريكي، ولد في 10 يونيو 1815 في تشارلستون في الولايات المتحدة، وتوفي في 28 فبراير 1901 في مقاطعة تشاثام في الولايات المتحدة.